# HD 125612 c
HD 125612 c è un pianeta extrasolare scoperto nel 2009 che orbita attorno alla stella HD 125612, una nana gialla con caratteristiche simili al Sole, situata a 172 anni luce dalla Terra.
Ha una massa paragonabile a quella di Nettuno e orbita piuttosto vicino alla stella, a 0,05 UA, ossia circa 7,5 milioni di km.